# Đô la Mã Lai và Borneo thuộc Anh
Đô la Mã Lai và Borneo thuộc Anh là tiền tệ hợp pháp của Mã Lai, thuộc địa Singapore (cho đến năm 1963, khi nó được sáp nhập với Malaysia sớm để trở thành độc lập và gửi lại nó để sử dụng như là Cộng hòa Singapore), Sarawak, Bắc Borneo và Brunei từ 1953 đến 1967. Nó được chia thành 100 xu. Sau khi Malaya độc lập vào năm 1957 và thành lập Malaysia năm 1963, loại tiền này tiếp tục được sử dụng, giống như Singapore đã làm vào năm 1965.

## Lịch sử

### Ủy ban tiền tệ tiếng Mã Lai và Anh
Pháp lệnh tiền tệ số 44 năm 1952, Pháp lệnh tiền tệ số 33 năm 1951, Pháp lệnh tiền tệ số 10 Bắc Sinh (Pháp lệnh tiền tệ số) 10 năm 1951) và Đạo luật tiền tệ số 1 Sarawak (Pháp lệnh tiền tệ số 1 năm 1951) đã thực thi các chính phủ này và chính phủ Brunei để thành lập một ủy ban tiền tệ để trở thành nhà phát hành duy nhất của British Malaya và British Borneo.
Thỏa thuận có hiệu lực vào ngày 1 tháng 1 năm 1952. Ủy ban bao gồm năm thành viên:
1. Bộ trưởng Tài chính Singapore cũng là chủ tịch của ủy ban
2. Bộ trưởng Bộ Tài chính, Hoa Kỳ
3. Thống đốc Sarawak
4. Thống đốc Bắc Sinh
5. Cư dân Anh tại Brunei
6. Hai thành viên khác được bổ nhiệm với sự đồng ý của chính phủ tham gia.

### Kết thúc đồng tiền chung
Vào ngày 12 tháng 6 năm 1967, đồng tiền chung được tuyên bố chấm dứt và Malaysia, Singapore và Brunei từng bắt đầu phát hành loại tiền riêng của mình. Theo "Thỏa thuận thay thế trao đổi", tiền tệ của ba quốc gia có thể được lưu hành với số lượng bằng nhau cho đến khi chính phủ Malaysia quyết định chấm dứt thỏa thuận vào ngày 8 tháng 5 năm 1973. Chính phủ Brunei và Singapore tiếp tục duy trì thỏa thuận cho đến ngày hôm nay.

## Tiền tệ đang lưu hành

### Tiền
- 1 đô
- 5 đô
- 10 đô
- 20 đô
- 50 đô

### Tiền giấy

#### 1959
- 1 đô
- 10 đô

#### 1953
- 1 đô
  - Mặt trước: Elizabeth II
  - Mặt sau: Quốc huy
- 5 đô
  - Mặt trước: Elizabeth II
  - Mặt sau: Quốc huy
- 10 đô
  - Mặt trước: Elizabeth II
  - Mặt sau: Quốc huy * 50 đô
  - Mặt trước: Elizabeth II
  - Mặt sau: Quốc huy
- 100 đô
  - Mặt trước: Elizabeth II
  - Mặt sau: Quốc huy
- 1.000 đô
  - Mặt trước: Elizabeth II
  - Mặt sau: Quốc huy
- 10.000 đô
  - Mặt trước: Elizabeth II
  - Mặt sau: Quốc huy